# Yamaha RD 250 LC
Die Yamaha RD 250 LC ist wie die Yamaha RD 350 LC ein Zweitaktmotorrad des japanischen Motorradherstellers Yamaha, welches von 1980 bis 1983 produziert wurde.

## Motor und Getriebe
Das auf Leistung getrimmte Naked Bike ist gegenüber den luftgekühlten Vorgängermodellen RD 250 und RD 350 deutlich modernisiert worden. Die RD 250 LC verfügt über einen Zweizylinder-Zweitaktmotor mit Wasserkühlung und Getrenntschmierung. Die Nennleistung beträgt 38 PS bei 8500/min, in der gedrosselten Version ist die Höchstleistung 27 PS bei 8.100/min. Das maximale Drehmoment von 33,1 Nm liegt bei 7.900/min an, in der auf 27 PS begrenzten Version sind es 24,9 Nm bei 7.400/min. Das Zweitaktöl wird in einem getrennten Behälter innerhalb des Rahmens mitgeführt und last- und drehzahlabhängig dem Kraftstoff zugemischt. Der Hubraum beträgt 247 cm³, resultierend aus einer Bohrung von 54 mm und einem Hub von 54 mm. Das Verdichtungsverhältnis ist 6,9:1. Gemischaufbereitung erfolgt durch 2 Mikuni-Rundschiebervergaser mit 26 mm Durchlass.
Das Getriebe hat 6 Gänge. Der Verbrauch liegt je nach Fahrweise bei 6 bis 10 Liter/100 km.

## Fahrwerk
Der Doppelschleifenrahmen hat einen stark abgestützten Steuerkopf. Die Teleskopgabel vorne ist hydraulisch gedämpft und hat einen Federweg von 140 mm.
Eine Cantilever-Hinterradschwinge mit zentralem, fünffach verstellbaren Federbein ersetzte die bis dahin verwendete Schwinge mit zwei Federbeinen. Die Lagerung erfolgte in verschleißanfälligen Kunststoffbuchsen. Der Zubehörhandel reagierte und bot verschleißfestere Nachrüstlösungen aus Metall an.
Verzögert wird vorne durch eine Einfach-Scheibenbremse (Durchmesser 270 mm). Hinten verrichtet eine über Gestänge betätigte Trommelbremse (Durchmesser 170 mm) ihren Dienst. Die Felgen sind aus Leichtmetalldruckguss. Die Bereifung ist 3.00 – 18 Zoll vorn und 3.50 – 18 Zoll hinten.

## Neupreis und Farben
Die Produktion lief von 1980 bis 1983.
Lieferbare Farben waren:
- weiß/blau,
- weiß/rot,
- schwarz/rot.

Der Neupreis 1981 betrug 4.503 DM.

## Testbericht von heise.de
Die RDs bestachen durch ihr agiles Handling, das Einlenken erfolgte ohne spürbaren Kraftaufwand. Natürlich musste der Motor bei Drehzahlen gehalten werden, unter 6000 Touren tat sich nicht viel, doch dann brannte der Zweitakter ein wahres Feuerwerk bis etwas über 9000/min ab. Wer also immer fleißig im Sechsganggetriebe rührte, war höllisch schnell unterwegs und konnte auf kurviger Strecke die stärkeren, aber eben auch deutlich schwereren Viertakt-Motorräder abhängen. Im Cockpit waren Tacho und Drehzahlmesser gleich groß dimensioniert, wobei der RD-Fahrer gut daran tat, die Drehzahlen genau im Auge zu behalten, damit der Motor nicht in den roten Bereich über 9500 /min rauschte.

## Tipps für den Gebrauchtkauf RD 250 LC
Wer eine Yamaha RD 250 LC kaufen (und restaurieren) möchte, kommt um die ausführliche Kaufberatung von Heiner Jakob nicht herum. Jakob hat über 60 Yamaha RD Motorräder gesammelt. Die Ersatzteilversorgung ist seitens Yamaha gut, und nachgefertigte Teile gibt es im In- und Ausland. Eine vorbeugende Instandhaltung angedeihen alle 20.000 km wird empfohlen.
Die verwendeten Materialien und die Fertigungsqualität entsprechen den damaligen Standards.
Es wurden viele LCs auf der Straße scharf gefahren und wenig fachmännisch verbastelt und getunt. Viele Vorbesitzer in der Fahrzeuggeschichte sind häufig.
Für heutige Verhältnisse (2021) sehr hoher Benzinverbrauch.
Laut Kraftfahrtbundesamt liegen 1A-Exemplare um die 3.000 Euro. (Stand 2016)

## Situation in Deutschland
Für den deutschen Markt konnte die RD 250 LC mit 38 PS mittels Reduzierhülsen in den Auspuffkrümmern und Änderung der Vergaserhauptdüsen auf damals versicherungsgünstige 27 PS / 20 kW gedrosselt werden.
Ab 1983 war das Nachfolgemodell RD 350 YPVS erhältlich. Die RD 250 LC wurde auf dem deutschen Markt eingestellt, weil eine Besonderheit in der Versicherungseinstufung wegfiel: Da Motorräder mit bis zu 250 cm³ zuvor in die Klasse bis 17 PS / 13 kW eingestuft wurden, war die ungedrosselte RD 250 LC mit 38 PS / 28 kW eine Zeit lang das meistverkaufte Motorrad in Deutschland.

## Stärken und Schwächen
Die Testberichte der Fachpresse und Erfahrungen der Besitzer zeigten nach Markteinführung einige Schwächen auf:
Das Schwingenlager des Hinterrads wurde in Kunststoffbuchsen gelagert, die nach wenigen Tausend Kilometern schon verschlissen sein konnten und für ein Pendeln der hinteren Aufhängung sorgten. Der Zubehörhandel stellte daraufhin Bronzebuchsenlager oder einen Umbau auf Nadellager zur Verfügung. Nicht sorgfältig warmgefahrene Motoren konnten nach ca. 20.000 Kilometern schon eine Motorüberholung (Aufbohren der Zylinder auf ein Übermaß) verlangen.

## Technische Daten
| Name      | Modell | Bauzeitraum | Leistung | Hubraum | Bremse vorn   |
| --------- | ------ | ----------- | -------- | ------- | ------------- |
| RD 250 LC | 4L1    | 1980–1983   | 38 PS    | 247 cm³ | Scheibe       |
| RD 350 LC | 4L0    | 1980        | 49 PS    | 347 cm³ | Doppelscheibe |
| RD 350 LC | 4L0    | 1981–1983   | 46 PS    | 347 cm³ | Doppelscheibe |